# 林一鳳
林一鳳（？—？），字伯羽，南京龍江左衛籍，河南祥符縣人，明朝政治人物。

## 生平
嘉靖十六年（1537年）丁酉科應天府鄉試第一百十四名舉人。嘉靖二十年（1541年）中式辛丑科會試第七十六名，登第一甲第三名進士。

## 家族
曾祖林組；祖父林宗；父林在，母林氏；繼母周氏；繼母高氏。